# 小早川俊輔
小早川 俊輔（こばやかわ しゅんすけ、1993年10月12日 - ）は、日本の俳優、タレントである。大阪府出身。株式会社enchante（アンシャンテ）所属。愛称は俊くんなど。

## 略歴
清風南海高等学校、早稲田大学政治経済学部卒業。早稲田大学演劇研究会を経て、2013年の舞台『飛龍伝』出演以降は俳優として活動。
主に舞台やテレビドラマで活動しているが、2016年4月から2021年3月にかけて情報番組『猫のひたいほどワイド』にもレギュラーメンバーとして出演、リポーターを務めていた。
2017年9月にスタッフ・ポイントから株式会社enchanteへ所属事務所を移籍。
2018年3月には舞台『白痴』で初主演を務めた。

## 人物
- 趣味は乗馬、ダーツ。
- 特技は殺陣、オカリナ。
- 中学3年生の時に映画『明日の記憶』の渡辺謙の芝居を観て、俳優を志した。[4]
- 中学から高校までの6年間はサッカー部に所属していた。[5]
- FCイベント「ボク、Pやってみました。」で短編映画のプロデュース、 「小早川俊輔の初尽くしスペシャル！初脚本・初単独・初リモートイベント！」で脚本、演出を行うなど、自主制作をしている。

## 出演

### 舞台
- 飛龍伝（2013年1月、本多劇場）[6]
- 浪花阿呆鴉（2013年9月、大阪 新歌舞伎座）[7]
- 早乙女太一 新春特別公演BUMP（2014年1月、銀河劇場 他）[8]
- 早乙女太一 ALL JAPAN TOUR 2014（2014年10月 - 12月、中野サンプラザホール 他）[8]
- けんじとケンジと億年兆年億兆年2015（2015年4月、Space雑遊）[9]
- 毛皮のマリー（2016年4月 - 5月、新国立劇場 他）[10]
- ミュージカル『テニスの王子様』3rdシーズン - 宍戸亮 役[11]
  - 青学vs氷帝（2016年7月 - 9月、TOKYO DOME CITY HALL 他）[12]
  - 青学vs六角（2016年12月 - 2017年2月、TOKYO DOME CITY HALL 他）[13]
  - TEAM Live HYŌTEI（2017年4月、TOKYO DOME CITY HALL、梅田芸術劇場 メインホール）[14]
  - Dream Live 2017（2017年5月、横浜アリーナ）[15]
  - 全国大会 青学vs氷帝（2018年7月 - 9月、TOKYO DOME CITY HALL 他）[16]
  - 秋の大運動会 2019（2019年10月、横浜アリーナ）[17]
  - Dream Live 2020（2020年5月31日、ぴあアリーナMM）※公演中止[18][19]
- プリンス・オブ・ストライド THE LIVE STAGE -  諏訪怜治 役[20]
  - エピソード３（2017年6月 - 7月、シアター1010 / 森ノ宮ピロティホール）[21]
  - エピソード４（2017年8月、シアター1010、豊中市立文化芸術センター 大ホール）[22]
- ポセイドンの牙 Version蛤（2017年10月、紀伊國屋ホール） - 葛先賢人 役[23]
- ゆく年く・る年冬の陣 師走明治座時代劇祭（2017年12月29日昼・夜、明治座） - 日替わりゲスト審査員[24]
- 白痴（2018年3月、CBGKシブゲキ!!） - 主演・伊沢 役[25]
- 若様組まいる〜アイスクリン強し〜（2018年4月 - 5月、サンシャイン劇場） - 相馬小弥太 役[26]
- 銀河英雄伝説 Die Neue These - 主演・ヤン・ウェンリー 役
  - 銀河英雄伝説 Die Neue These（2018年10月、Zepp DiverCity TOKYO）[27]
  - 銀河英雄伝説 Die Neue These ～第二章 それぞれの星～（2019年5月 - 6月、Zepp DiverCity TOKYO / Zepp Namba）[28]
  - 銀河英雄伝説 Die Neue These ～第三章 嵐の前～（2019年10月 - 11月、Zepp DiverCity TOKYO / Zepp Namba）[29]
- 歳が暮れ・るYO 明治座大合戦祭（2018年12月 - 2019年1月、明治座 / 梅田芸術劇場 メインホール） - 宇佐美定満 / うさみん 役[30]
- 僕のド・るーク（2019年3月、オルタナティブシアター）[31]
- Being at home with Claude 〜クロードと一緒に〜（2019年4月、横浜赤レンガ倉庫 1号館3階ホール） - 主演・彼（イーブ）役[32]
- 朗読劇「いつもポケットにショパン」（2019年6月、新国立劇場 小劇場）[33]
- HERO 2019夏（2019年7月 - 8月、ヒューリックホール東京） - 保科晴 役[34]
- 明治座の変 麒麟にの・る（2019年12月、明治座） - 柴田勝家 / ゴーダマシッダールタ 役[35]
- チームホッシーナ第四回劇場公演「なにをシェアするハウスター」（2020年1月、赤坂RED/THEATER） - ゲスト出演[36]
- 劇団ホチキス 第４１回本公演「シカバネアイズ」～名探偵 草流鏡治郎の事件簿～（2020年5月、東京芸術劇場 シアターイースト） - 主演・渡部祐介 役 ※公演中止[37]
- 毛皮族2020Tokyo「あのコのDANCE」（2020年9月、ザ・スズナリ） ※遠隔出演[38]
- チャオ！明治座祭10周年記念特別公演『忠臣蔵討入・る祭』 （2020年12月、明治座） - 富森助右衛門 役[39]
- 舞台「チョコレート戦争～a tale of the truth～」（2021年1月、大阪メルパルクホール / シアター1010） - 辻雅樹 役[40]
- WELL～井戸の底から見た景色～（2021年4月、新宿村LIVE） -  竹原裕太 役[41]
- 夜明けの劇場 朝カフェ芝居『迷える子シープたち』（2021年6月、有楽町 micro FOOD & IDEA MARKET） - タイガー 役[42][43]
- 舞台 真・三國無双 ～荊州争奪戦 IF～（2021年9月、 EX THEATER ROPPONGI） - 趙雲 役[44]
- 劇団ホチキス第 44 回公演「シカバネアイズ〜名探偵草流鏡治郎の事件簿〜」（2021年9月、東京芸術劇場 シアターイースト） - 主演・渡部祐介 役[45]
- LIVEDOGプロデュース『Kiss Me You ～がんばったシンプー達へ～』（2021年11月、シアターサンモール）[46]
- 舞台『AI懲戒師・クシナダ』（2021年12月、CBGKシブゲキ!!） - ヒルコ 役[47][48]
- TAIYOMAGICFILM本公演「ゆらり2021」・「時分時間旅行2021」（2021年12月8日、シアターサンモール） - ゲスト出演[49]
- 舞台「灼熱カバディ」（2022年2月、シアター1010）- 伊達真司 役[50]
- 演劇ユニット100点un・チョイス！第17回公演 舞台「たいせつ」（2022年4月、シアターサンモール）  - 関口響 役
- カクシンハン 『シン・タイタス』（2022年7月、シアター・アルファ）- エアロン 役　※公演中止
- conSept Musical Drama #7『SERI』（2022年10月、博品館劇場 / 松下IMPホール）
- 松本稽古企画公演 『ココロ踊ル』 supported by ENG vol.1『ダンスピアの消失』（2022年11月、六行会ホール）- エリオス 役
- 笑う門には福来・る祭 明治座でどうな・る家康（2022年12月 - 2023年1月、明治座 / 梅田芸術劇場メインホール）- 福島正則 / ジャージ・ボーイズ 役
- 劇団かもめんたる第12回公演「奇事故（KIJIKO）」（2023年1月、あうるすぽっと）
- OFFICE SHIKA PRODUCE 「ダリとガラ」（2023年3月、座・高円寺）
- PLAY/GROUND Creation #5『Spring Grieving』side-A「桜川家の四兄弟」（2023年5月、サンモールスタジオ）
- LUCKUP produce シリーズ作品 第2弾『マテリアルパレード』（2023年8月、ザ・ポケット）
- 劇作家女子会。feat.noo クレバス2020 『It's not a bad thing that people around the world fall into a crevasse.』（2023年9月 - 10月、シアター風姿花伝）
- イノセントギアカンパニー #1『わが闇』（2023年12月、上野ストアハウス）
- TEAM ノビシロゼロ 新春公演 『フローティング・キラーズ』（2024年1月、碗アトリエ）
- CONTE STAGE／安達健太郎プロデュース企画 『安達健太郎と役者が漫才とトークするLIVE』（2024年2月、池袋西口GEKIBA）
- SUPERNOVA『泡沫の空に光を飛ばした』（2024年2月、王子小劇場） - 毬井悟 役[51]
- CONTE STAGE／安達健太郎プロデュース企画 二人芝居『ふたりよがり』（2024年3月、池袋西口GEKIBA）
- K.A企画Vol.1 『ベルベットムーンカフェ』 （2024年3月、BISTRO NOCHE）
- 劇団6番シード第78回公演「Life is Numbers」（2024年5月、大塚萬劇場）
- 舞台『刀剣乱舞』心伝 つけたり奇譚の走馬灯（2024年6月 - 7月、THEATER MILANO-Za / COOL JAPAN PARK OSAKA WWホール / キャナルシティ劇場） - 土方歳三 役[52]
- 役替わり朗読劇『5years after』-ver.12-（2024年8月 - 9月、新国立劇場 小劇場）[53]
- 劇団ホチキス 第49回本公演『スクールバス』（2024年8月、東京芸術劇場 シアターウエスト）[54]
- シンる・ひま オリジナ・る ミュージカ・る 革命『もえ・る剣』（2025年1月、サンケイホールブリーゼ） - 山南敬助 役[55]
- Tom's collection Vol.2『業界〜恥ずかしながら、ボクらがこの世をダメにしてます〜』（2025年2月 - 3月、下北沢駅前劇場）[56]
- 人狼 ザ・ライブプレイングシアター『人狼TLPT O Ⅵ CRUISE』（2025年5月〈予定〉、シアター風姿花伝）[57]

### テレビドラマ
- テレビ東京開局50周年企画・永遠の0（2015年2月11日-15日、テレビ東京）
- 三匹のおっさん2〜正義の味方、ふたたび!!〜 第5話（2015年2月14日、テレビ東京）
- 忌野清志郎 トランジスタ・ラジオ（2015年5月3日、NHK BSプレミアム）
- 偽装の夫婦 第9話（2015年12月2日、日本テレビ）
- 更生補導員・深津さくら 殺人者の来訪 〜告解者〜（2017年3月26日、テレビ東京）
- 私のおじさん〜WATAOJI〜 第6話（2019年2月22日、テレビ朝日）
- 広告会社、男子寮のおかずくん[58] 第8話（2019年3月5日、テレビ神奈川） - 安藤 役
- チョコレート戦争〜朝に道を聞かば夕べに死すとも可なり〜[59]（2020年1月、テレビ神奈川） - 辻雅樹 役
- 警視庁・捜査一課長2020 第4話（2020年4月30日、テレビ朝日） - 堤泰春 役
- MIU404 第4話（2020年7月17日、TBS） - 柴田健二 役
- 封刃師 第5話（2022年2月13日、ABC・テレビ朝日） - 学生 役[60]
- 闇金ウシジマくん外伝 闇金サイハラさん 第3話（2022年10月4日、MBS・TBS）
- おいハンサム!!2 第2話（2024年4月13日、東海テレビ・フジテレビ） - 平木 役[61]

### 映画
- 先生から（2019年） - 伊草順也 役
- HERO～2020～ （2020年） - 保科晴 役

### イベント
- 2.5次元フェス（仮）（2016年12月、幕張メッセ 11ホール）[62]
- 猫のひたいほどワイド 祝1周年感謝祭 〜出会えた奇跡乾杯〜（2017年3月、関内ホール）
- 猫のひたいほどワイド 祝2周年感謝祭 〜お雛様からの挑戦状〜（2018年3月3日、藤沢市民会館 大ホール）
- ミュージカル『テニスの王子様』15周年記念 テニミュ文化祭（2018年11月、池袋・サンシャインシティ ワールドインポートマートビル4階 展示ホールA）[63]
- 猫のひたいほどワイド 祝3周年感謝祭 〜バッジより大切なもの〜（2019年3月9日、関内ホール 大ホール）
- ミュージカル『テニスの王子様』3rdシーズン Thank-you Festival 2020（2020年2月、カルッツかわさき ホール）[64][65]
- 猫のひたいほどワイド 祝5周年記念感謝祭 〜不良猫の青い春〜（2021年7月、KT Zepp Yokohama）
- トークイベント『今月の宮下雄也vol.64』（2022年6月、新宿ロフトプラスワン）
- 松本稽古の振リー素材『アラサー女子と神、居候』上映会イベント（2022年8月、ステージカフェ下北沢亭）

### インターネット配信
- ミュージカル『テニスの王子様』Dream Stream （2020年11月、SUPERLIVE by OPENREC） - 宍戸亮 役[66]
- オンラインシアター「ウルフハンターが行く！」（2020年） - アルト 役
- 松本稽古の振リー素材「アラサー女子と神、居候」（2022年） - ゼウス 役

### その他のテレビ番組
- 猫のひたいほどワイド（2016年4月 - 2021年3月、テレビ神奈川）- 水曜レギュラー（2018年3月まで）→月曜レギュラー（2018年4月から2020年3月23日まで）→水曜レギュラー（2020年4月から2021年3月まで）

### CM
- マンダム 「ギャッツビー〜ヘアジャム〜」（2014年）
- 新日本製薬「BODY AURA」（2022年）
- アサヒビール「Asahi SUPER DRY 極泡罐」（2022年）

### DVD
- テクニカAV 第一種免許 自動車教習用映像 「セーフティドライバーをめざして」第二段階 項目14 交通事故のとき（2014年12月）
- 小早川俊輔/何処いま？NOW HERE!ここ、大島!（2019年5月）[67]
- 短編映画「青春をおっかけろ」（2019年11月）